# Märket
Märket (IPA: [ˈmærkə(t)], jelentése svédül „a jel”) egy apró, lakatlan sziget a Balti-tengerben. Svédország és Finnország (az önkormányzattal rendelkező Åland-szigetek) területén található: az 1809-es Fredrikshamn-szerződés a szigeten egyenesen keresztülhaladó határt jelölt ki az Orosz Birodalom és Svédország között. Finnország legnyugatibb pontja Märketen van.

## Földrajz

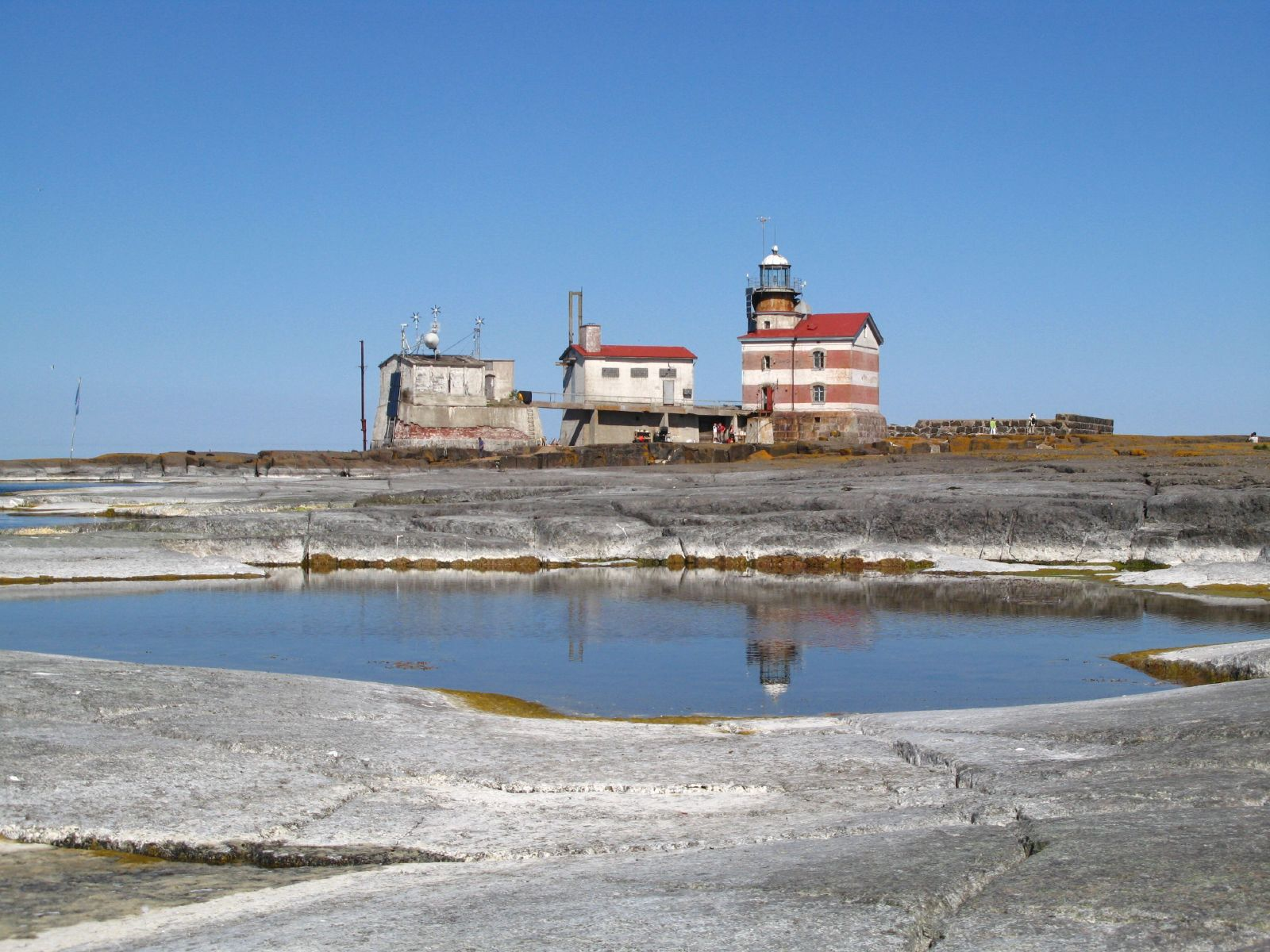
A sziget világítótornya

A 6 tengeri mérföld (11 km) széles Understen–Märket átjáró köti össze a Botteni-öblöt a Balti-tengerrel. A sziget körülbelül 350 méter hosszú és 150 méter széles, a területét 3 hektárra (harmincezer négyzetméterre) teszik, ezzel ez a legkisebb két ország között megosztott tengeri sziget.
A sziget finn oldalán van egy világítótorony, mely 1979[forrás?] óta automatizált és személyzet nélküli. Amikor 1885-ben megépítették, nem voltak megfelelő térképek a szigetről. A világítótorony elkészülte után vették észre, hogy azt véletlenül a sziget svéd oldalán építették fel.
A tévedés következtében a határt 1985-ben módosították, így világítótorony ma finn területen található. Az egyes országokra jutó területet nem lehetett megváltoztatni, ahogy a partvonalat se, hogy ne befolyásolják az egyes országok halászati jogait.
A dilemma eredménye lett a szokatlan alakú határ, mely találékonyan kielégítette a finn és a svéd érdekeket is. A határmódosítás óta egy fordított S-re emlékeztet, a világítótornyot csupán egy kis földdarab köti össze Finnország többi részével. A határt 25 évente rendszeresen újrafelméri egy, a két ország képviselőiből álló csoport, az utolsó felmérés 2006 augusztusában volt.
A világítótorony sürgős javításokra szorul és egy finn érdekvédő csoport próbálja a megfelelő anyagiakat előteremteni a megőrzéséhez. A tornyot körbevevő épületek többé nincsenek használatban.

## Fordítás
- Ez a szócikk részben vagy egészben  a   Märket című angol Wikipédia-szócikk ezen változatának fordításán alapul.  Az eredeti cikk szerkesztőit annak laptörténete sorolja fel. Ez a jelzés csupán a megfogalmazás eredetét és a szerzői jogokat jelzi, nem szolgál a cikkben szereplő információk forrásmegjelöléseként.

## Külső hivatkozások
- 2007 Radio DXpedition to Märket
- Märketre fókuszált állítható térkép a Citizen's Mapsite of Finlandtól
- A svéd világítótorony egyesület oldala Märketről
- Joint border survey between Finland and Sweden in progress Archiválva 2007. szeptember 30-i dátummal a Wayback Machine-ben a Helsingin Sanomatból (nemzetközi kiadás), található benne egy bekezdés és kis térkép.
- Légifotó az egész szigetről